# Marathwada

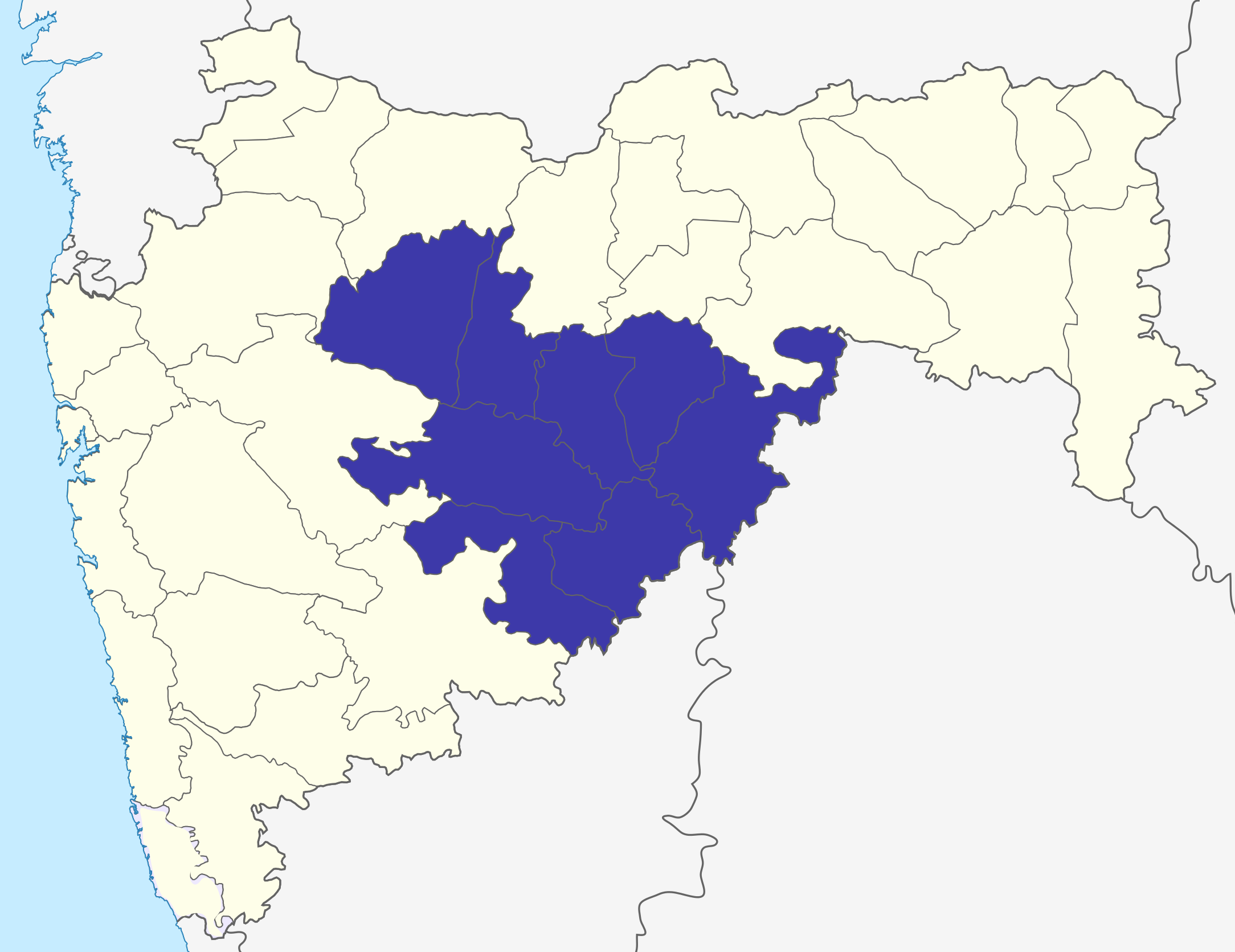
Marathwada, efter de distriktsgänser som gäller idag

Marathwada är en region i den indiska delstaten Maharashtra. Regionens omfattning motsvarar Aurangabad Division, som utgörs av distrikten Aurangabad, Beed, Hingoli, Jalna, Latur, Nanded, Osmanabad och Parbhani. 
Marathwada är den del av Maharashtra som, efter att först ha varit en del av dåvarande delstaten Hyderabad fram till 1 november 1956, överfördes till dåvarande delstaten Bombay, och slutligen 1960 hamnade i Maharastra. Regionen betecknas ibland som marathernas traditionella hemland.

## Kortfakta om Marathwada(Aurangabad Division)
- Yta:  64 811 km²
- Folkmängd (2001): 15 589 223
- Andel läskunniga: 68,95%
- Konstbevattnat område: 9 610,84 km²